# Agencement (philosophie)
Le terme agencement est un concept philosophique de Gilles Deleuze et Félix Guattari qui apparaît principalement dans Kafka, pour une littérature Mineure, mais dont l'élaboration et la genèse remontent à Capitalisme et Schizophrénie I, L'Anti-Œdipe. Il fait référence à la théorie des multiplicités qui marque l'œuvre propre de Deleuze depuis Différence et Répétition.

## Contexte de création du concept

### La création d'un concept répond toujours à un problème
Pour Deleuze, la philosophie ne renvoie jamais à un acte gratuit ni à une pure contemplation, mais à une véritable création de concepts. C'est-à-dire que le concept philosophique lui-même doit se comprendre sur le mode de l’événement, il est une rupture qui change profondément le sens des termes qui le composent et dont il est composé. Le concept créé, comme tout événement, constitue sa propre temporalité et instaure une différence entre un avant et un après. Par exemple, nous dira Deleuze, après Kant, le concept de temps n'aura plus jamais la même signification.
Cependant, si la  création d'un concept est le fruit d'un devenir imprévisible, elle n'est pas aléatoire, elle doit répondre à une nécessité, c'est-à-dire qu'elle doit répondre à un problème qu'elle n'épuise pourtant pas. Deleuze imaginera, à la fin de sa vie, l'histoire de la philosophie comme une "géophilosophie", une vaste coexistence, sur le modèle géologique des strates dans un affleurement, de toutes les philosophies comme des plans problématiques constitués par leurs tentatives d'élucidations conceptuelles. C'est pourquoi il n'y a pas de progrès en philosophie, mais simplement des manières différentes de poser des problèmes et d'y répondre. L'histoire de la philosophie n'est donc qu'une suite de relations différentielles entre des éléments théoriques hétérogènes. 
L'agencement est pour Deleuze une création qui lui est propre (à laquelle il joint Guattari) : il s'agit donc d'un concept neuf, qui a de nouvelles composantes et définit un nouveau champ problématique.

### Deleuze et le problème de la psychanalyse
Le concept d'agencement est lié au concept de "machine" et tous deux sont créés par Deleuze et Guattari dans un contexte polémique qui met en jeu la psychanalyse. La critique que ces deux auteurs adressent à la psychanalyse peut se comprendre à la lumière de la critique que Deleuze adresse à la structure du sens commun et de la représentation depuis ses premiers textes. L'opération propre de la représentation consiste à totaliser ce qui se présente, sous des formes qui préexistent à l'être présenté : "la re-présentation implique une reprise active de ce qui se présente, donc une activité et une unité qui se distinguent  de la passivité et de la  diversité propres à la sensibilité comme telle". Autrement dit, la représentation est synthèse d'un élément singulier et d'un contenu mental qui a une extension plus large que lui et au sein duquel il entre à titre de partie. Or ceci décrit parfaitement l'opération de subsomption qui définit le jugement. La représentation fait donc, selon Deleuze, violence au réel en rabattant l'étant singulier sur des catégories plus larges qui en effacent la singularité, et c'est comme cela que nous jugeons. Ainsi, on reconnait ce qui se présente par analogie avec ce qui s'est déjà présenté et on neutralise la nouveauté de ce qui vient à l'être : "Au contraire, Il y a d'autres choses qui nous forcent à penser : non plus des objets reconnaissables, mais des choses qui font violence, des signes rencontrés". La véritable pensée ne s'exerce  plus alors que dans le renoncement au jugement et la prise en compte de ce qui se présente comme heccéité, comme singularité irréductible.  
La critique adressée à la psychanalyse suit ce schéma formel : celle-ci rabat les symptômes psycho-pathologiques singuliers et effectifs sur des formes générales : Œdipe etc. On peut citer : "Alors toute la production désirante est écrasée, rabattue sur les images parentales, alignée sur les stades pré-œdipiens, totalisée dans Œdipe… Œdipe devient donc maintenant pour nous la pierre de touche de la logique". Comme toute structure judicatoire, la psychanalyse devient une structure coercitive qui refuse la Différence comme telle, c'est-à-dire le libre développement de singularités : "Dis que c'est Œdipe, sinon t'auras une gifle". 
Avec la psychanalyse c'est donc toujours l'abstrait (la catégorie formelle, le jugement, la représentation idéelle) qui explique le concret. Au contraire, l'agencement va permettre de prendre en compte les processus concrets et matériels de création de désirs. C'est là que la machine entre en jeu, le désir est littéralement machiné, produit, construit, il n'est jamais naturel ou personnel : "Loin d'injecter un désir angélique dans le processus historique, le collectif social produit à l'inverse un désir qui n'est jamais naturel. Aucun spontanéisme, donc, mais un constructivisme  du désir, que signale le terme de "machine désirante" : le désir n'est pas donné, mais construit, agencé, machine, par une double opération de codage et de coupure".   

## Définition du concept

### L'agencement collectif d'énonciation
L'agencement sera alors l'ensemble des conditions génétiques singulières de production d'un type de réalité qui comporte des coordonnées spatio-temporelles et historiques précises. Au lieu de rabattre, comme le dit Deleuze, un type d'être sur une réalité préexistante, il faut revenir aux conditions de genèse de cette réalité et aux éléments matériels, au contexte sémantique de sa création. 
C'est ce que dit Deleuze quant au désir : "On prétendait proposer un nouveau concept de désir [...], on voulait dire la chose la plus simple du monde. On voulait dire, jusqu'à maintenant vous parlez abstraitement du désir parce que vous extrayez un objet supposé être l'objet de votre désir [...] mais nous on voulait dire que  vous ne désirez jamais quelqu'un ou quelque chose, vous désirez toujours un ensemble". Autrement dit, tout désir est formé au sein d'un agencement, c'est-à-dire une multiplicité de singularités matérielles concrètes. Tout désir est désir d'un contexte, désir dans un contexte. Tout objet de désir enveloppe en réalité une multiplicité, comme le visage d'Albertine chez Proust enveloppe un paysage ou la vague de Leibniz une infinité de micro-perceptions. 
C'est aussi au sein d'agencements que le pouvoir, selon Deleuze, peut produire des sujets, c'est-à-dire qu'il organise les flux désirants des individus pour les identifier et leur donner une subjectivité contrôlable : "Pas d'agencement machinique qui ne soit agencement social, pas d'agencement social qui ne soit agencement collectif d'énonciation". Autrement dit, les agencements sociaux vont produire des contextes et des machines qui à leur tour vont produire des subjectivations, vont créer du désir. Selon Deleuze, ce que Kafka va réaliser, c'est la mise en mot d'un agencement de pouvoir donné, qui correspond à la bureaucratie et à la loi. Il va rendre sensible l'agencement collectif d'énonciation, c'est-à-dire les types d'énoncés qu'un type de pouvoir bureaucratique va produire. 
Ainsi, le concept d'agencement relativise l'inconscient freudien, puisque selon Deleuze, la découverte freudienne est relative à l'agencement Viennois du XIXe ou du  XXe siècle qui était celui de Freud. L'inconscient Freudien n'est donc qu'un type parmi d'autres de production du désir, relatif à un contexte déterminé. 

### L'extension plus générale du concept
L'agencement, chez Deleuze, va donc constituer l'embryon du concept de rhizome, défini comme une multiplicité productrice d'individuations contextuelles. 